# Menesia subguttata
Menesia subguttata là một loài bọ cánh cứng trong họ Cerambycidae.